# Johann Joseph Friedrich Lindner
Johann Joseph Friedrich Lindner (* um 1730 in Weikersheim; † nach 1789 in Berlin) war ein deutscher Flötist.

## Leben
Nach dem frühen Tode seines Vaters wurde Lindner von seinem Onkel Johann Georg Pisendel erzogen und auch musikalisch ausgebildet. 
Da er vorwiegende Neigung zur Flöte zeigte, setzte er seine Ausbildung bei Johann Joachim Quantz in Berlin fort, dessen bester Schüler er wurde. 
Im Jahre 1750 wurde Lindner in der Berliner Hofkapelle angestellt, der er noch 1789 angehörte. 